# Спарта IV (суховантаж)
Спарта IV — це суховантажне судно загального призначення. Вантаж розміщується у вантажних трюмах, що займають більшу частину корпусу судна, та на вантажних палубах. На борту суховантажу знаходяться вантажопідйомні пристрої (крани та стріли), здатні підіймати невеликі вантажі до 10 тонн.
Компанія-власник судна знаходиться під санкціями.